# Kulturens Östarp

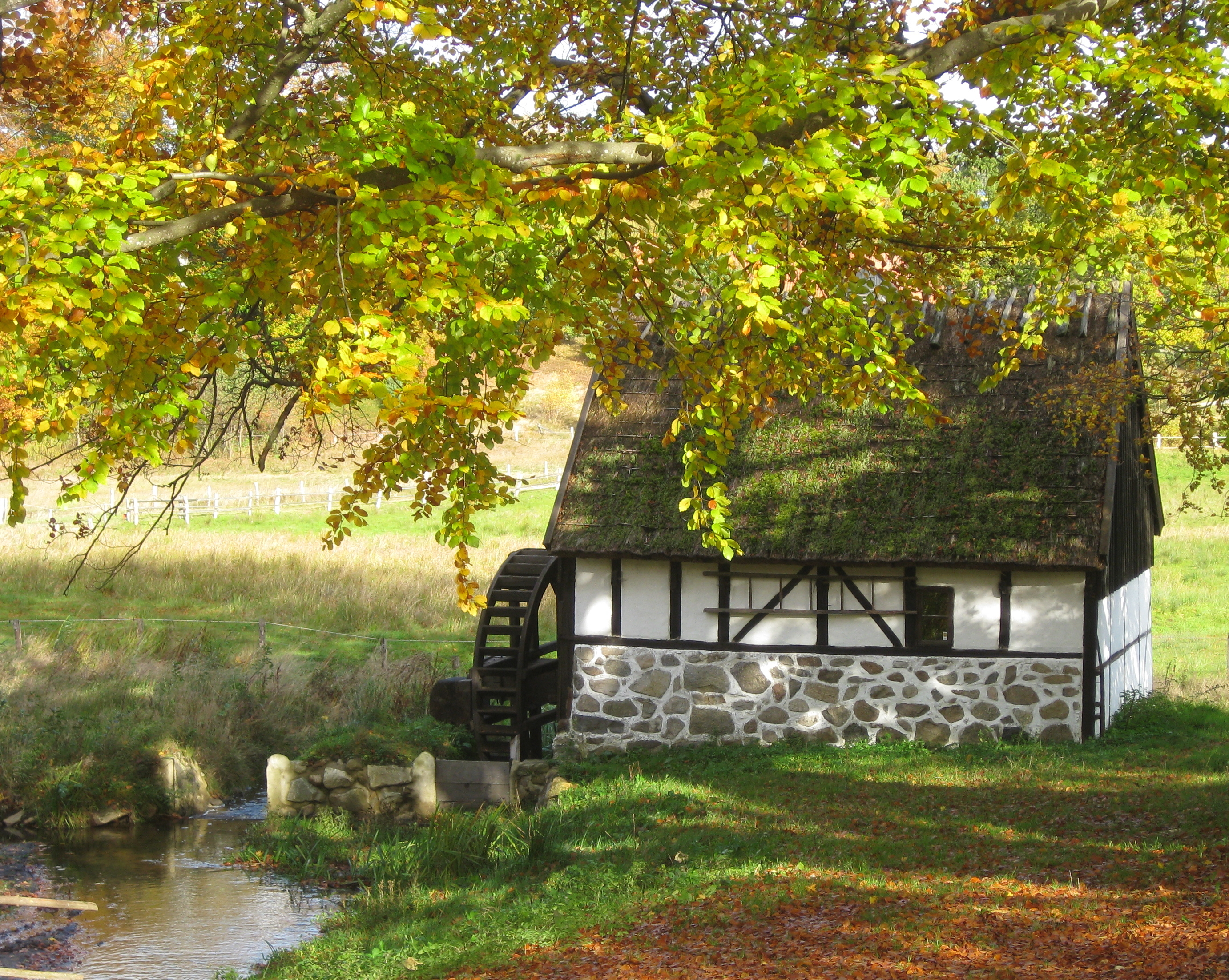
Vattenkvarnen.

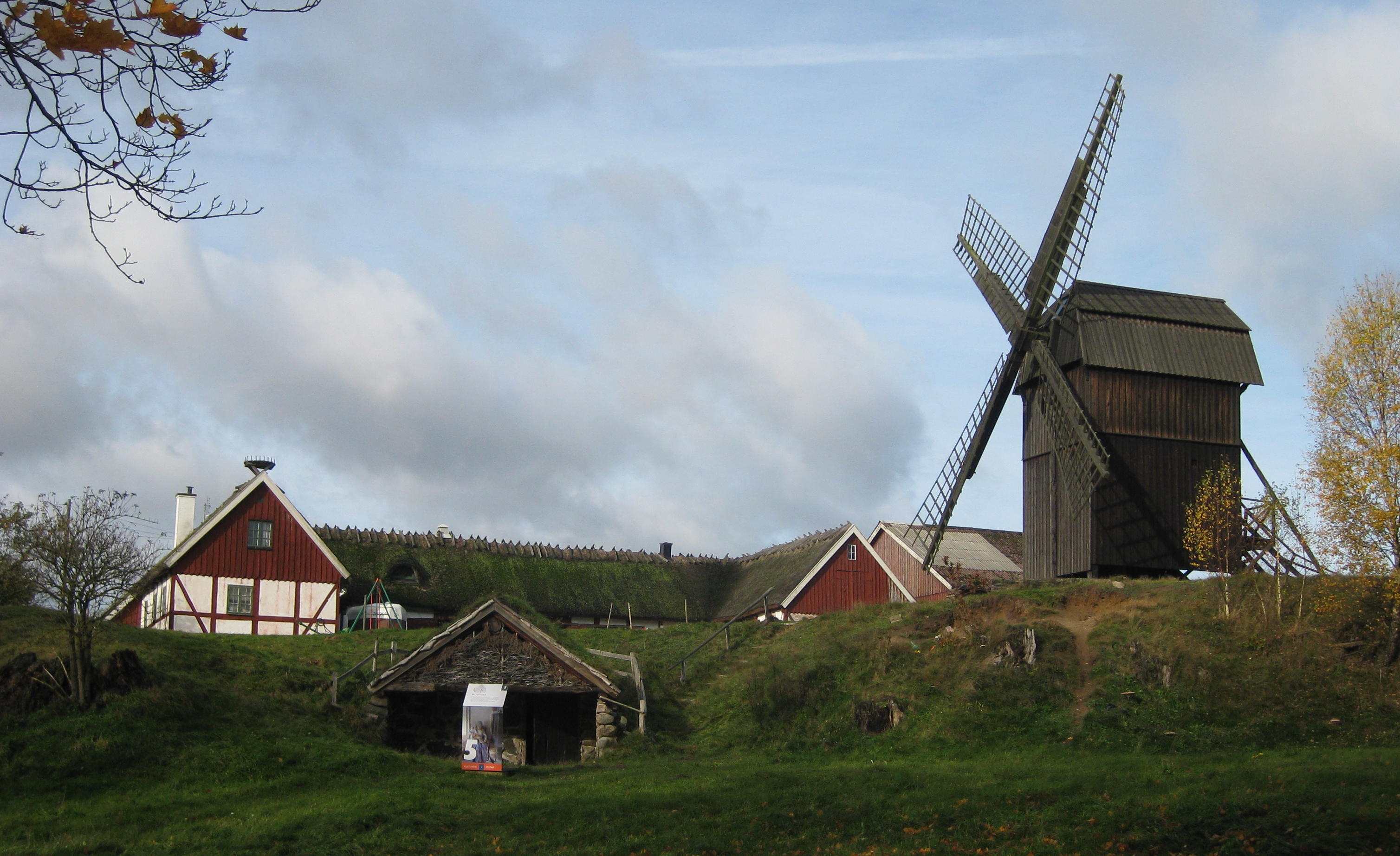
Möllegården.

Kulturens Östarp är ett friluftsmuseum och kulturreservat på Romeleåsen i Skåne.
Östarp är beläget fem kilometer sydöst om Veberöd. Anläggningen består av Östarps gamlegård, en typisk skånsk fyrlängad gård från 1810-talet, Alrik Jönssons gård från 1907, Möllegården från 1924 samt Östarps gästgivaregård.
Museichefen och Kulturens grundare Georg J:son Karlin hade under lång tid letat efter en typisk skånsk korsvirkesgård för att flyttas till Kulturen i Lund. Då han och museets ordförande 1922 besökte Gamlegård i Östarp beslöt de sig för att köpa gården. Men i stället för att flytta husen till Lund valde museet att bevara gården på sin ursprungliga plats och dessutom köpa hela fastigheten med åker, äng och betesmark för att bevara helheten som ett museum. Kulturens Östarp invigdes som museum 1924. Sedan dess har Kulturens Östarp varit öppet för besökare att beskåda ett idag särpräglat rikt stycke kulturmiljö med höga kultur- såväl som naturvärden. Här finns även en kaffegrotta som allmänheten kan besöka.
I november 2021 beslutades att skydda Kulturens Östarp som ett kulturreservat, det andra i Skåne och nr 47 i landet. Skyddet syftar till att ta vara på den ursprungliga tanken om ett friluftsmuseum på ursprunglig plats där marker och byggnader används för att visa upp ett liv på landsbygden under gångna tider.
Sveriges Televisions julkalender 1980, Det blir jul på Möllegården, spelades till stor del in på Kulturens Östarp.

## Bilder

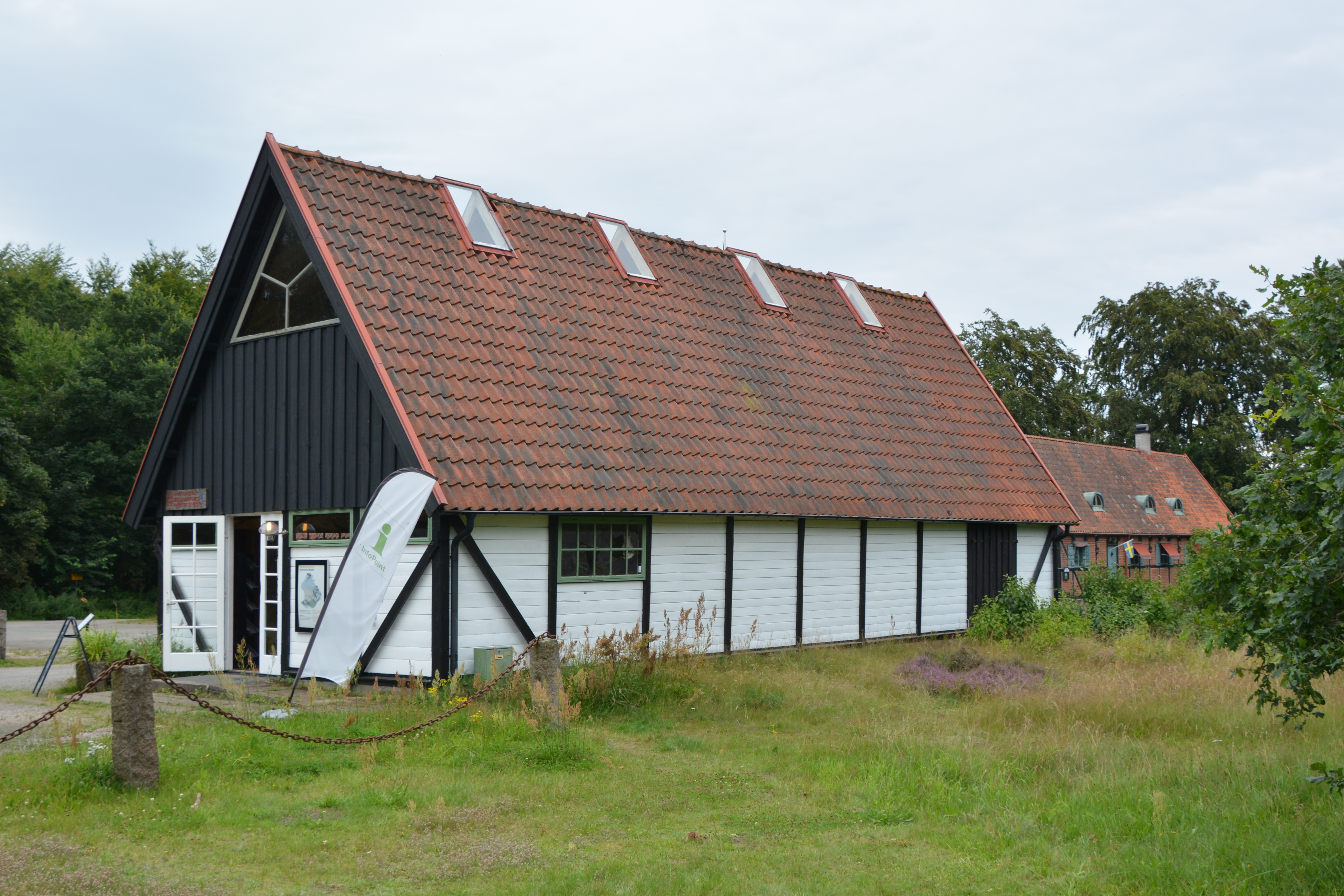
Östarpshallen, 1960, ritad av Klas Anshelm.
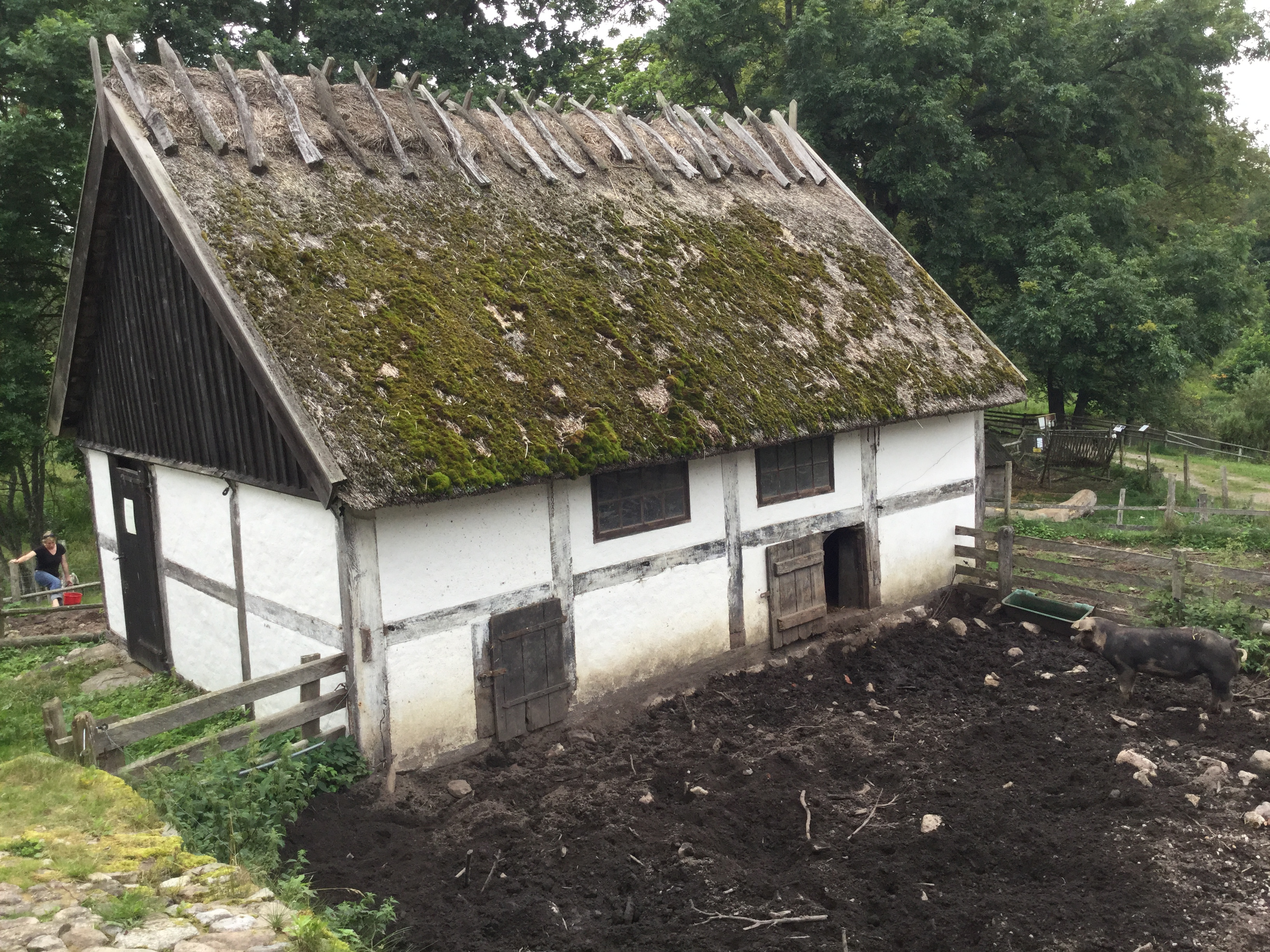
Svinhuset.